# Ilie Petrescu
Ilie Petrescu (n. 15 iulie 1963) este un senator român în legislatura 2000-2004 și în legislatura 2004-2008, ales în județul Gorj pe listele partidului PRM. În cadrul activității sale parlamentare în legislatura 2000-2004, Ilie Petrescu a fost membru în grupurile parlamentare de prietenie cu Republica Populară Chineză și Republica Belarus. Ilie Petrescu a fost membru în comisia comună permanentă a Camerei Deputaților și Senatului pentru exercitarea controlului parlamentar asupra activității SRI. În legislatura 2004-2008, Ilie Petrescu a fost membru în grupurile parlamentare de prietenie cu Regatul Țărilor de Jos (Olanda), Republica Belarus și Republica Cipru. Ilie Petrescu a înregistrat 247 de luări de cuvânt în 133 de ședințe parlamentare. Ilie Petrescu a inițiat 166 de propuneri legislative, din care 4 au fost promulgate legi. În legislatura 2004-2008, Ilie Petrescu a fost membru în următoarele comisii parlamentare:
- Comisia pentru apărare, ordine publică și siguranță națională (iun. 2005 - oct. 2008)
- Comisia pentru drepturile omului, culte și minorități (feb. - iun. 2007)
- Comisia pentru muncă, familie și protecție socială (feb. 2007)
- Comisia pentru drepturile omului, culte și minorități (sep. 2005 - feb. 2007)
- Comisia economică, industrii și servicii
- Comisia parlamentară a revoluționarilor din Decembrie 1989
- Comisia parlamentară a revoluționarilor din Decembrie 1989 (Secretar)
- Comisia parlamentară specială referitoare la repartizarea și monitorizarea timpilor de antenă în vederea campaniei vizând referendumul național privind introducerea votului uninominal pentru alegerea membrilor Parlamentului României
- Comisia de anchetă pentru investigarea afirmațiilor cu privire la existența unor centre de detenție ale CIA sau a unor zboruri ale avioanelor închiriate de CIA pe teritoriul României
- Comisia parlamentară de anchetă pentru investigări și clarificări referitoare la activitatea ICE Dunărea
- Comisia comună parlamentară de anchetă care să verifice informațiile furnizate cu privire la interceptarea comunicațiilor - Secretar